# Gonal, Badami
Gonal là một làng thuộc tehsil Badami, huyện Bagalkot, bang Karnataka, Ấn Độ.